# Parlamentswahl in Indien 1996
Die Parlamentswahl in Indien 1996 fand am 27. April, sowie am 2., 7., 23., 27. und 30. Mai 1996 statt. Wie bei den beiden vorangegangenen Wahlen erreichte keine Partei die absolute Mehrheit der Mandate. Die zuvor regiererende Kongresspartei verlor deutlich an Stimmen und Parlamentssitzen und war nicht mehr in der Lage eine neue Regierungsmehrheit zu bilden. Die hindu-nationalistische Bharatiya Janata Party (BJP) stieg erstmals – begünstigt durch das relative Mehrheitswahlrecht – zur stärksten Partei in der Lok Sabha auf. Es gelang der BJP jedoch nicht, eine Mehrheit für die Bildung einer Regierung unter ihrer Führung zu formieren, weswegen es in einer Art Kompromiss zur Bildung einer Minderheitsregierung unter der Janata Dal kam.

## Vorgeschichte

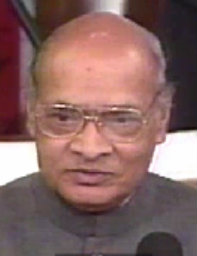
Premierminister P. V. Narasimha Rao

Finanzminister Manmohan Singh (Mitte)

Nach der Wahl 1991 war es zur Bildung einer Minderheitsregierung der Kongresspartei unter Ministerpräsident P. V. Narasimha Rao gekommen. Der neue Premierminister stand von Anfang an vor einem Berg von Problemen. Zum einen waren dies die beiden Unruheherde Jammu und Kashmir und Punjab, die seit mehreren Jahren unter president’s rule, d. h. der direkten Regierung der Zentralregierung standen. Zum weiteren waren es die zunehmenden Gewalttätigkeiten zwischen Hindus und Muslimen vor allem in den nordindischen Bundesstaaten, die mit dem Aufstieg der hindu-nationalistischen Bharatiya Janata Party (BJP) zusammenhingen. Hinzu kamen Streitigkeiten zwischen Angehörigen einzelner Kasten, die durch die Wiederbelebung des sogenannten Mandal Reports unter der Vorgängerregierung V. P. Singh angefacht worden waren.

### Wirtschaftskrise und -reformen
Das unmittelbar drängendste Problem bei Raos Regierungsantritt war die wirtschaftliche Krise, in der sich Indien im Jahr 1991 befand. Zu dieser Zeit war die indischen Wirtschaft noch sehr stark zentralistisch planwirtschaftlich organisiert und Indien war durch hohe Zollschranken von den Weltmärkten abgeschottet. Aufgrund der instabilen Regierungen zwischen 1989 und 1991 war der 8. Fünfjahresplan, der eigentlich im Jahr 1990 hätte anlaufen sollen, noch nicht richtig in Gang gesetzt worden. Auch hatte es die vorangegangene Regierung unter Chandra Shekhar nicht geschafft, den Etat für das Jahr 1991 zu verabschieden, so dass erst im Juli 1991 unter der Regierung Rao ein vorläufiger Etat für das laufende Jahr beschlossen wurde. Seit der Ölkrise von 1979 hatte die indische Staatsverschuldung kontinuierlich zugenommen. In den Jahren 1980 bis 1991 betrug das gesamtstaatliche (d. h. Zentralregierung und Bundesstaaten) Haushaltsdefizit durchschnittlich mindestens etwa 8 %, mit steigender Tendenz. Die Gesamtverschuldung der öffentlichen Haushalte stieg von 35 % des Bruttoinlandsprodukts im Fiskaljahr 1980–81 auf 53 % 1990–91. Dementsprechend stieg auch der Schuldendienst, um diese Verbindlichkeiten zu bedienen. Musste die Zentralregierung 1980–81 nur 4 % des BIP für den Schuldendienst aufwenden, waren es 1990–91 bereits 20 %. Die indische Handelsbilanz und Zahlungsbilanz entwickelte sich zunehmend negativ, da bedingt durch die Abschottung Indiens von den Weltmärkten und die weitgehend staatlich gelenkte und gesteuerte indische Wirtschaft kaum ausländische Investitionen ins Land flossen. Der Golfkrieg 1990/91 verstärkte die Probleme, indem er den Ölpreis in die Höhe trieb und Überweisungen indischer Gastarbeiter aus den Golfstaaten ausblieben. Die Devisenreserven Indiens fielen in der ersten Jahreshälfte 1991 auf ein bedrohlich niedriges Niveau. Um weiter die Verbindlichkeiten bedienen zu können, musste die indische Zentralbank einen Teil der nationalen Goldreserven verkaufen. Außerdem musste das Land spezielle Sonderhilfen des IMF, sowie bilaterale Hilfen verschiedener Staaten, darunter Deutschlands und Japans in Anspruch nehmen. Indien stand damit nahe am Staatsbankrott.
Es war das Verdienst des Premierministers Rao, dass er hier nicht zögerte, sondern trotz der schwachen Position seiner Regierung sofort energische Maßnahmen ergriff. Der von ihm in die Regierung berufene Wirtschaftsfachmann Manmohan Singh leitete als Finanzminister einen für indische Verhältnisse radikalen Kurswechsel in der Wirtschaftspolitik ein. In einer ersten Maßnahme wurde die überbewertete indische Rupie deutlich abgewertet. Singh erklärte außerdem seine Absicht, durch Ausgabenkürzungen das Haushaltsdefizit verringern und Indien für ausländische Investitionen öffnen zu wollen und das System der sogenannten licence raj, d. h. staatlichen Lizenzierung von Wirtschaftsunternehmen abzubauen. Dies bedeutete eine deutliche Abkehr von den bisherigen Prinzipien einer selbstgenügsamen und autarken Wirtschaft Gandhischer Prägung und einer sozialistisch inspirierten Planwirtschaft nach den Vorstellungen Nehrus, von denen sich bisher alle indischen Regierungen hatten leiten lassen. Das sozialistische Modell hatte allerdings deutlich an Strahlkraft verloren, nachdem die Sowjetunion in den Jahren 1989 bis 1991 zerfallen war und sich das wirtschaftliche Desaster der Planwirtschaft sowjetischer Machart offenbart hatte. Nach den Ankündigungen Singhs regte sich Widerstand von verschiedenen Seiten. Indische Industrielle fürchteten um ihre Monopolstellung auf dem indischen Binnenmarkt, Sozialisten, die Janata Dal und auch die BJP sahen mit Misstrauen die Perspektive, dass ausländisches Kapital indische Unternehmen aufkaufen könnte. Auch die Vorbehalte innerhalb der Kongresspartei waren erheblich. Die Kritiken wurden jedoch leiser, als sich die Wirtschaftslage wieder besserte und sich erste Erfolge der neuen Maßnahmen einstellten. Die indischen Devisenreserven, die im Jahr 1991 ein Allzeit-Tief von 1 Milliarde US$ erreicht hatten, stiegen rasch an und betrugen 1995 14,7 Milliarden US$ (im Jahr 2009 waren es dann schon 280 Milliarden), das Haushaltsdefizit verringerte sich von 8,4 % 1991 auf 4,8 % 1995 und das Wirtschaftswachstum Indiens erreichte in den Jahren 1992–97 durchschnittlich jährlich 6,7 %. Während im Fiskaljahr 1990/91 nur 200 Millionen US$ ausländisches Kapital im Land investiert wurden, waren es 1993/94 schon 4,7 Milliarden US$. Der wirtschaftliche Aufschwung kam auch den Geringverdienern zugute, wenn auch natürlich in geringerem Maße.

### Die Tempel-Moschee-Kontroverse
Ein drängendes innenpolitisches Problem war die Kontroverse um den Wiederaufbau des Ram-Janmabhumi-Tempels anstelle der Babri-Moschee in Ayodhya. Die BJP, die diesen schon lange schwelenden Streit zwischen Hindus und Muslimen kräftig angefacht hatte, hatte bei den letzten Wahlen 1991 stark an Stimmen hinzugewonnen, 23 % der Parlamentssitze besetzt und brachte das Thema immer wieder auf die Tagesordnung. Im September 1991 wurde auf Veranlassung von Rao der Places of Worship (Special Provisions) Act verabschiedet, der die Besitzverhältnisse an religiösen Stätten auf den Stand des Jahres 1947 (kurz vor der Unabhängigkeit) festsetzte. Allerdings wurde das Gelände der Babri-Moschee ausdrücklich aus der Gesetzesvorlage ausgeklammert, da hier ein offener Rechtsstreit bestand. Damit wurde jedoch anderen „Umwidmungen“ von Moscheen in Hindutempel, wie sie radikale Hindu-Organisationen planten, ein juristischer Riegel vorgeschoben. Das Gesetz wurde von radikalen Muslimen und Hindus, namentlich der BJP abgelehnt. Im Juli 1992 erklärte die Vishva Hindu Parishad (VHP), der selbsternannte „Welt-Hindu-Rat“, dass man nun nicht länger warten könne und mit dem Wiederaufbau des Tempels beginnen müsse. Zahlreiche Hindu-Pilger setzten sich daraufhin in Richtung Ayodhya in Bewegung. Der Premierminister verhielt sich zögerlich und versuchte, die Situation durch Verhandlungen zu entschärfen. Im Bundesstaat Uttar Pradesh war eine BJP-geführte Regierung an der Macht, die nur halbherzige Anstrengungen unternahm, das Gelände der Moschee, das durch die Hindu-Pilger regelrecht belagert wurde, durch stärkere Polizeikräfte zu schützen. Am 6. Dezember 1992 durchbrach ein Mob von mehr als 100.000 sogenannten Freiwilligen (Kar Sevaks) die dünnen Polizeiabsperrungen um das Gelände der Moschee. Wenig später war von der Babri-Moschee nur noch ein Stein- und Trümmerhaufen übrig. Jetzt erst reagierte der Premierminister, indem er den Chief Minister von Uttar Pradesh, Kalyan Singh absetzte und den Bundesstaat unter president’s rule stellte. Einige Tage später suspendierte er auch die BJP-Chief Minister von Madhya Pradesh (Sunderlal Patwa), Rajasthan (Bhairon Singh Shekhawat) und Himachal Pradesh (Shanta Kumar) und stellte die betreffenden Bundesstaaten unter president’s rule. Radikale Hindu-Organisationen, wie VHP und der Rashtriya Swayamsevak Sangh (RSS) sowie einzelne Muslim-Organisationen, wie Islamic Sevak Sangh und Jamaat-e-Islami Hind wurden vorübergehend verboten. Die Zerstörung der Moschee löste weltweit in der islamischen Welt Empörung aus. In ganz Indien kam es zu gewalttätigen Auseinandersetzungen zwischen Hindus und Muslimen. Am schwersten war Bombay betroffen, wo ultranationalistische Führer der Shiv Sena den Konflikt gezielt anstachelten. In Bombay starben im Dezember 1992 und Januar 1993 dabei etwa 900 Personen. Die muslimische Unterwelt von Bombay reagierte mit einer Serie von Autobomben-Anschlägen am 12. März 1993, die 257 Tote und 574 Verletzte forderten. Dem Premierminister wurde von muslimischer Seite Passivität vorgeworfen. Viele Muslime wandten sich von der Kongresspartei, die bislang als Anwalt der Minderheiten im Lande gegolten hatte, ab. Ayodhya war Raos schwerstes politisches Versäumnis.

### Kastenpolitik
Ein weiter ungelöstes Problem war die Frage, ob und inwieweit die Empfehlungen der Mandal Commission bezüglich der Reservierung von 27 % der staatlichen Stellen und Studienplätzen für die sogenannten Other Backward Classes (OBC) umgesetzt werden sollten. Die Janata Dal-Regierung unter V. P. Singh hatte dies 1990 in Angriff genommen, und damit große Erwartungen aber auch große Widerstände ausgelöst. Da die Regierung Singh nach kurzer Zeit wieder abgelöst wurde, kam es kaum zur Umsetzung. Die Regierung Rao musste sich erneut mit diesem Thema auseinandersetzen. Inzwischen waren die Angehörigen der OBC, sowie auch der Dalits (Angehörige der scheduled castes) durch die Propaganda der Janata Dal stark politisiert worden. 1992 wurde in Uttar Pradesh die Samajwadi Party gegründet, deren Wählerklientel im Wesentlichen die backward classes waren. Ebenfalls vorwiegend in Uttar Pradesh aktiv und im politischen Aufwind war die 1984 gegründete Bahujan Samaj Party, die sich ebenfalls als Partei der Dalits und OBC verstand. Einigkeit wurde darüber erzielt, dass die wohlhabenden und gutsituierten Angehörigen der OBC (die sogenannte „creamy layer“, das „Sahnehäubchen“; Zugehörigkeit zu einer OBC bedeutete nicht notwendig auch Armut oder wirtschaftliche Bedürftigkeit, es gab auch sehr wohlhabende Angehörige zurückgebliebener Kasten) nicht von der Stellenreservierung profitieren sollten. Am 16. November 1992 fällte der oberste Gerichtshof Indiens ein wegweisendes Urteil im Fall Indira Sawhney & Ors v. Union of India. Hierin wurde die Reservierung von weiteren 27 % der staatlichen Stellen für die OBC (zusätzlich zu den 22,5 %, die den scheduled castes und scheduled tribes zustanden) für rechtens erklärt. Zugleich wurde aber auch der Versuch Premierminister Raos, zusätzliche 10 % der Stellen für andere wirtschaftlich zurückgebliebene gesellschaftliche Gruppen zu reservieren, als nicht verfassungsgemäß zurückgewiesen. Rao hatte dies nicht zuletzt aus wahltaktischen Gründen betrieben, um der Janata Dal den Wind aus den Segeln zu nehmen. Infolge des Urteils trat am 2. April 1993 der National Commission for Backward Classes Act in Kraft.

### Entwicklung im Punjab und in Jammu und Kashmir
Der Punjab stand seit 1987 unter presidents rule. Die Gewalttätigkeiten zwischen radikalisierten Sikhs und den Sicherheitskräften hatten zwischen 1987 und 1992 jährlich mehr als 1.000 Tote gefordert, wobei ein Großteil davon aus der aus Zivilbevölkerung kam. Bei der Parlamentswahl 1991 hatten aufgrund der Sicherheitslage keine Wahlen in den 13 Wahlkreisen des Punjab stattfinden können. Als die Sicherheitskräfte Anfang 1992 die Sikh-Extremisten einigermaßen zurückgedrängt hatten, ließ Premierminister Rao im Februar 1992 im Punjab Wahlen zum Regionalparlament und zur Lok Sabha abhalten. Aus der Wahl, die unter massivem Schutz von fast 250.000 Mann an Sicherheitskräften (Armee, Paramilitärs, Polizei) stattfand, ging die Kongresspartei als stärkste Partei hervor. Sie gewann 12 von 13 Wahlkreisen zur Lok Sabha und 87 von 117 Sitzen im Parlament von Punjab. Allerdings lag die Wahlbeteiligung nur bei etwa 24 bzw. 22 %, da radikale Sikh-Organisationen und Shiromani Akali Dal zum Wahlboykott aufgerufen hatten. Trotzdem konnte die Wahl insgesamt als ein gewisser Erfolg und ein Schritt in Richtung Normalität gewertet werden. Es wurde wieder eine zivile Regionalregierung im Punjab unter der Kongresspartei eingerichtet. Die große Mehrheit der Punjabis begrüßte die beginnende Normalisierung mit Aussicht auf ein Ende der Gewalt und schon bei den Kommunalwahlen im Punjab im selben Jahr lag die Wahlbeteiligung bei etwa 70 %.
In Jammu und Kashmir hielten dagegen Rao und seine Berater eine geordnete Abhaltung von Wahlen angesichts des ständigen Zustroms von bewaffneten Freischärlern aus dem benachbarten Pakistan für nicht möglich. Der Bundesstaat verblieb weiter unter president’s rule. Erst nachdem die Wahl zur Lok Sabha 1996 auch in Jammu und Kashmir erfolgreich abgehalten werden konnte, wagte die neue indische Regierung die Abhaltung von Wahlen zum Regionalparlament von Jammu und Kashmir im Oktober 1996.

### Die Kongresspartei 1991–95
Die Umstände der Wahl Raos zum Spitzenkandidaten der Kongresspartei während des Wahlkampfes 1991 hatten jedermann deutlich gemacht, dass er ein aus der Not geborener Verlegenheitskandidat war. In der Kongresspartei gab es noch eine Reihe von weiteren Persönlichkeiten und lokalen Parteigrößen, die prinzipiell ebenfalls für Führungspositionen in Frage kamen. Rao, der keine besonders charismatische Persönlichkeit war und ein eher unscheinbares Auftreten hatte, fühlte sich daher ständig genötigt seine potentiellen Rivalen im Kongress auszumanövrieren und seine Machtposition in der Partei zu festigen.
Anfänglich machte Rao einen Versuch, die unter Indira und Rajiv Gandhi weitgehend verloren gegangene innerparteiliche Demokratie in der Kongresspartei wiederzubeleben und ließ innerparteiliche Wahlen zum Vorstand (Central Working Committee) abhalten (die ersten seit 20 Jahren). Nach der Wahl schien er sich die Sache aber anders überlegt zu haben und fürchtete wohl einen zu mächtigen Vorstand, so dass er die Mehrheit der gewählten Vorstandsmitglieder unter fadenscheinigen Vorwänden unter Druck setzte, so dass sie ihr Amt wieder aufgaben. Ähnlich verfuhr er mit anderen Institutionen der Partei, in dem Bestreben, sie unter seiner Kontrolle zu halten. Dies hatte zur Folge, dass sich keine echte innerparteiliche Demokratie und Diskussionskultur in der Kongresspartei ausbilden konnte, sondern dass die Politik der Kongresspartei durch kleine intransparente Machtklüngel bestimmt wurde. Unter Rao grassierte in der Kongresspartei weiter ein System von Nepotismus, Korruption und Intrigen.
Bei den Wahlen zu den Parlamenten der Bundesstaaten 1993 bis 1996 verlor die Kongresspartei eine Reihe wichtiger Bastionen. Sie konnte zwar Madhya Pradesh und das kleine Himachal Pradesh neu gewinnen, verlor jedoch Andhra Pradesh an die Telugu Desam Party, Karnataka an die Janata Dal und Maharashtra an eine Koalition aus Shiv Sena und BJP.
Nach den Wahlniederlagen kam es zu einer innerparteilichen Revolte gegen den Parteiführer und Premierminister Rao. Eine Fraktion der Kongresspartei unter Arjun Singh wählte den lokalen Kongresspartei-Vorsitzenden in Uttar Pradesh, Narayan Dutt Tiwari zum neuen Vorsitzenden der Kongresspartei. Die Dissidenten wurden daraufhin aus der Kongresspartei ausgeschlossen und gründeten eine eigene Partei, den All India Indira Congress (Tiwari) (AIIC(T)). Mit dem Ausschluss dieser parteiinternen Kritiker und der Wahlniederlage des potentiellen innerparteilichen Rivalen, des Chief Ministers von Maharashtra Sharad Pawar bei der Wahl in Maharashtra war Raos Position in der Kongresspartei wieder gefestigt.

### Korruptionsskandale
Die Regierung Rao wurde von einer Serie von Skandalen heimgesucht, mit deren Aufklärung das Central Bureau of Investigation (CBI) alle Hände voll zu tun hatte. 1992 wurde der sogenannte securities scandal publik, bei dem staatliche Banken so manipuliert worden waren, dass sie Millionen-Kredite gewährt hatten, die anschließend an der Börse verzockt worden waren. Der Skandal kostete den indischen Steuerzahler Millionen. Mehrere Minister aus Raos Kabinett hatten Bestechungsgelder angenommen. 1994 kam es zum great sugar scandal. Bei einer absehbaren Verknappung von Zucker war viel zu spät Zucker aus dem Ausland importiert worden, so dass die Preise in die Höhe schossen und der indische Staat einen Millionenverlust durch subventionierte Zuckeraufkäufe und übereilte Importe erlitt, während Spekulanten Gewinne machten.
Im Jahr 1995 kam es zu einer Vertrauensabstimmung über die Regierung Rao in der Lok Sabha. Der Abgeordnete Shailendra Mahato (Jharkhand Mukti Morcha) stimmte für die Regierung, erklärte aber später, dass ihm dafür eine Geldsumme von mehreren Millionen Rupien aus Regierungskreisen offeriert worden sei.
Im Januar 1996 kam der Jain hawala-Skandal ans Licht. Der Industrielle Surindra Kumar Jain wurde beschuldigt zwischen Februar 1988 und April 1991 insgesamt 18 Millionen US$ für die Bestechung von Politikern aufgewendet und dafür Vergünstigungen erhalten zu haben. Zu den Beschuldigten gehörte unter anderen auch der BJP-Vorsitzende L. K. Advani, der alle Vorwürfe bestritt. Advani trat aber als BJP-Spitzenkandidat zurück und überließ diese Rolle Atal Bihari Vajpayee, der dem gemäßigten Flügel der BJP angehörte und als absolut unbestechlich galt. Zu Verurteilungen kam es im hawala-Skandal nicht.
Ebenfalls 1996 wurden Vorwürfe erhoben, dass durch den Unternehmer Lakhubhai Pathak im Jahr 1984 eine Bestechungssumme von 100.000 US$ an zwei Vertrauensleute Raos gezahlt worden seien. Dafür seien Pathak Aufträge über Papier-Lieferungen zugesagt worden. Der Vorwurf einer direkten Beteiligung Raos wurde allerdings erst nach der Wahl 1996 erhoben. Rao wurde 2003 von diesen letzten Vorwürfen freigesprochen.
Wenige Wochen vor der Wahl kamen in Bihar – einem der ärmsten und unterentwickeltsten Staaten Indiens – die ersten Anzeichen für einen Betrugsfall von enormen Ausmaßen zum Vorschein, der später unter der Bezeichnung fodder scam („Futter-Schwindel“) bekannt wurde. Ein dubioses Netzwerk von Hunderten Kriminellen und korrupten Politikern hatte über fast zwei Jahrzehnte hinweg staatliche Gelder für Futtermittel und Veterinär-Bedarf für die Landwirtschaft veruntreut. Der Schaden belief sich auf umgerechnet mehrere Hundert Millionen Euro. Mit involviert war der Chief Minister von Bihar, Lalu Prasad Yadav (Janata Dal), der zum Rücktritt genötigt wurde.
Zur Steigerung des Ansehens der Politik bei den indischen Wählern trug auch der sogenannte Vohra Report von 1993 nicht bei, der die Verflechtung der Politik in Indien mit der organisierten Kriminalität untersuchte und dort zum Teil regelrechte Netzwerke ausmachte. Der Bericht war ursprünglich nur zum internen Gebrauch und nicht zur Veröffentlichung bestimmt, gelangte aber durch whistleblower in Auszügen an die Öffentlichkeit.

### Wahlkampf
Vor der Wahl formierten sich mehrere große Wahlbündnisse.
Die Kongresspartei schloss in Tamil Nadu mit der All India Anna Dravida Munnetra Kazhagam (AIADMK) ein Wahlbündnis ab. Die Führung der Kongresspartei hatte die Verhandlungen mit AIADMK gegen den ausdrücklichen Willen der Regionalführung der Kongresspartei in Tamil Nadu geführt, was zur Folge hatte, dass sich der größte Teil der regionalen Kongresspartei-Organisation in Tamil Nadu, der die AIADMK weiterhin als politischen Gegner betrachtete, von der Mutterpartei abspaltete und unter dem Namen Tamil Maanila Congress (TMC) als eigenständige Partei bei der Wahl antrat.
Die Janata Dal, deren Bündnis der National Front nach der Wahlniederlage 1991 weitgehend auseinandergefallen war, bemühte sich, ein neues Multiparteienbündnis zusammenzuschmieden. Im Bündnis mit der Telugu Desam Party (TDP) in Andhra Pradesh und den Parteien der in Westbengalen regierenden Left Front (CPI, CPM, RSP und AIFB) nahm sie Verhandlungen mit anderen Parteien (DMK in Tamil Nadu, AGP in Assam, Jharkhand Mukti Morcha in Bihar, Samajwadi Party, Bahujan Samaj Party, und anderen) auf. Die DMK und AGP entschieden sich, der neuen National Front-Left Front (NF-LF) nicht beizutreten. AGP verbündete sich in Assam mit der Left Front und die Bahujan Samaj Party traf regionale Wahlabsprachen nur in Madhya Pradesh mit der Janata Dal sowie außerdem im Punjab mit Shiromani Akali Dal. Es zeigten sich auch ideologische Differenzen innerhalb der NF-LF vor allem bei der Formulierung der Ziele der Wirtschaftspolitik, so dass man sich nicht auf ein wirkliches gemeinsames Wahlprogramm, sondern nur auf eine relativ unscharf formuliertes Secular Democratic Alternative Program einigen konnte, dessen kleinster gemeinsamer Nenner das Ziel war, eine Mehrheit der Kongresspartei ebenso wie auch eine Regierungsbeteiligung der BJP verhindern zu wollen. Es fehlte der NF-LF zudem an einer überzeugenden Führungspersönlichkeit.
Die BJP schloss ebenfalls Wahlbündnisse auf Bundesstaatsebene ab und zwar in Haryana mit der Haryana Vikas Party (HVP), in Maharashtra mit Shiv Sena und in Bihar mit der Samata Party.
Im Wahlkampf betonte die Kongresspartei ihre integrative Rolle und damit ihre Wählbarkeit für alle gesellschaftlichen Gruppen sowie die Notwendigkeit einer stabilen Regierung. Sie verwies auf die Erfolge der bisherigen Wirtschaftspolitik und versprach weitere Reformen. Die BJP sprach sich für einen deutlichen Rückzug des Staates aus der Wirtschaft und eine deutlichere Stärkung des privaten Sektors sowie für verstärkte Investitionen in Bildung und Infrastruktur aus. Sie vertrat weiterhin die Ziele der Hindutva, versprach aber allen Minderheiten Gleichberechtigung und versuchte, sich vorsichtig von den Ausschreitungen in Ayodhya zu distanzieren. Die Janata Dal betonte die Notwendigkeit einer starken Rolle des Staates in der Wirtschaft, befürwortete aber grundsätzlich deren Deregulierung und Liberalisierung. Bestimmte Schlüsselbereiche des Finanzsektors sollten unter staatlicher Kontrolle bleiben. Ausländisches Kapital in bestimmten Wirtschaftsbereichen wurde aber grundsätzlich befürwortet. Die Kommunistischen Parteien lehnten dagegen die Wirtschaftsliberalisierung ab und versprachen eine weitgehende Rücknahme der diesbezüglichen Maßnahmen der Regierung Rao und ein Ende der Privatisierungen.

## Wahlmodus und Wahlablauf
Gewählt wurde, wie bei allen vorangegangenen Wahlen, nach dem relativen Mehrheitswahlrecht in Einzelwahlkreisen. Die Grenzen der Wahlkreise waren durch die Delimitation Commission of India (Indische Abgrenzungskommission) in den 1970er Jahren aufgrund der Volkszählung von 1971 festgesetzt worden. In allen 543 Wahlkreisen konnten die Wahlen mehr oder weniger ordnungsgemäß abgehalten werden. Die Wahl war damit die erste seit 19 Jahren, bei der wieder in allen Wahlkreisen gewählt wurde. Zuletzt war dies 1977 möglich gewesen. Bei den folgenden Wahlen mussten die Wahlen jeweils in einigen Landesteilen aufgrund von Unruhen abgesagt werden (1980 in Assam, 1984 in Assam und im Punjab, 1989 in Assam, 1991 in Jammu und Kashmir, im Punjab und in einigen Wahlkreisen von Uttar Pradesh und Bihar).
Verglichen zur letzten Wahl 1991, bei der es aufgrund gewalttätiger Ausschreitungen etwa 300 Tote gegeben hatte, verlief die Wahl diesmal deutlich ruhiger und geordneter. Aufgrund von Auseinandersetzungen während der Wahlen kamen etwa 70 Menschen ums Leben. Die mittlere Wahlbeteiligung lag mit 57,94 % etwas über der der vorangegangenen Wahl. Besonders niedrig war die Wahlbeteiligung in Gujarat (35,92 %), die niedrigste bei allen Wahlen in diesem Bundesstaat. Verschiedene mögliche Gründe wurden hierfür genannt. Die beiden großen Parteien Kongresspartei und BJP gaben in Gujarat kein günstiges Bild ab. Letztere war durch Flügelkämpfe zerstritten. Zum anderen trug die große Sommerhitze wohl dazu bei, die Wähler von der Urne fernzuhalten.

### Wahlberechtigte und Wahlbeteiligung
| Bundesstaat oder Unionsterritorium | Wahl- berechtigte | Wähler      | Wahl- beteiligung | Ungültige Stimmen | Zahl der Wahllokale |
| ---------------------------------- | ----------------- | ----------- | ----------------- | ----------------- | ------------------- |
| Andhra Pradesh                     | 49.501.274        | 31.196.679  | 63,02 %           | 2,30 %            | 61.409              |
| Arunachal Pradesh                  | 544.440           | 299.680     | 55,04 %           | 2,08 %            | 1.734               |
| Assam                              | 12.587.659        | 9.880.989   | 78,50 %           | 4,62 %            | 16.382              |
| Bihar                              | 58.438.317        | 34.744.087  | 59,45 %           | 1,48 %            | 82.920              |
| Goa                                | 869.093           | 489.547     | 56,33 %           | 1,41 %            | 1.135               |
| Gujarat                            | 28.529.094        | 10.248.650  | 35,92 %           | 2,36 %            | 34.951              |
| Haryana                            | 11.152.856        | 7.860.863   | 70,48 %           | 3,13 %            | 15.625              |
| Himachal Pradesh                   | 3.536.517         | 2.036.441   | 57,58 %           | 0,85 %            | 5.721               |
| Jammu und Kashmir                  | 4.455.709         | 2.181.594   | 48,96 %           | 4,85 %            | 6.158               |
| Karnataka                          | 31.810.069        | 19.155.432  | 60,22 %           | 2,28 %            | 44.348              |
| Kerala                             | 20.673.867        | 14.701.014  | 71,11 %           | 2,15 %            | 23.319              |
| Madhya Pradesh                     | 43.927.252        | 23.748.322  | 54,06 %           | 3,46 %            | 55.924              |
| Maharashtra                        | 55.254.414        | 28.979.021  | 52,45 %           | 2,12 %            | 73.935              |
| Manipur                            | 1.290.990         | 968.783     | 75,04 %           | 1,01 %            | 1.998               |
| Meghalaya                          | 1.092.753         | 673.372     | 61,62 %           | 2,18 %            | 1.544               |
| Mizoram                            | 408.094           | 299.593     | 73,41 %           | 0,90 %            | 786                 |
| Nagaland                           | 874.518           | 772.402     | 88,32 %           | 0,73 %            | 1.564               |
| Orissa                             | 22.419.118        | 13.277.697  | 59,22 %           | 1,87 %            | 29.971              |
| Punjab                             | 14.489.825        | 9.019.302   | 62,25 %           | 2,12 %            | 17.895              |
| Rajasthan                          | 30.388.357        | 13.188.322  | 43,40 %           | 1,65 %            | 40.166              |
| Sikkim                             | 229.160           | 177.440     | 77,43 %           | 2,97 %            | 323                 |
| Tamil Nadu                         | 42.488.022        | 28.438.885  | 66,93 %           | 4,39 %            | 54.542              |
| Tripura                            | 1.647.908         | 1.303.348   | 79,09 %           | 1,28 %            | 2.367               |
| Uttar Pradesh                      | 100.826.305       | 46.885.634  | 46,50 %           | 1,85 %            | 119.949             |
| Westbengalen                       | 45.583.054        | 37.677.142  | 82,66 %           | 2,59 %            | 61.760              |
| Andamanen und Nikobaren            | 211.226           | 130.918     | 61,98 %           | 2,02 %            | 344                 |
| Chandigarh                         | 450.599           | 263.189     | 58,41 %           | 1,59 %            | 539                 |
| Dadra und Nagar Haveli             | 94.909            | 73.032      | 76,95 %           | 3,02 %            | 123                 |
| Daman und Diu                      | 70.202            | 49.606      | 70,66 %           | 2,25 %            | 82                  |
| Delhi                              | 8.058.941         | 4.079.296   | 50,62 %           | 1,46 %            | 9.107               |
| Lakshadweep                        | 34.111            | 30.373      | 89,04 %           | 0,61 %            | 43                  |
| Pondicherry                        | 633.635           | 477.437     | 75,35 %           | 3,58 %            | 798                 |
| Gesamt                             | 592.572.288       | 343.308.090 | 57,94 %           | 2,44 %            | 767.462             |

### Zeitlicher Ablauf der Wahl
| Bundesstaat/UT          | Summe | 27. April | 2. Mai | 7. Mai | 23. Mai | 27. Mai | 30. Mai |
| ----------------------- | ----- | --------- | ------ | ------ | ------- | ------- | ------- |
| Andhra Pradesh          | 42    | 21        | 20     | –      | –       | 1       | –       |
| Arunachal Pradesh       | 2     | –         | 2      | –      | –       | –       | –       |
| Assam                   | 14    | 14        | –      | –      | –       | –       | –       |
| Bihar                   | 54    | –         | 20     | 34     | –       | –       | –       |
| Goa                     | 2     | –         | 2      | –      | –       | –       | –       |
| Gujarat                 | 26    | –         | 12     | 14     | –       | –       | –       |
| Haryana                 | 10    | 10        | –      | –      | –       | –       | –       |
| Himachal Pradesh        | 4     | 4         | –      | –      | –       | –       | –       |
| Jammu und Kashmir       | 6     | –         | –      | 2      | 2       | –       | 2       |
| Karnataka               | 28    | 17        | 10     | –      | –       | 1       | –       |
| Kerala                  | 20    | 20        | –      | –      | –       | –       | –       |
| Madhya Pradesh          | 40    | –         | 20     | 20     | –       | –       | –       |
| Maharashtra             | 48    | –         | 24     | 24     | –       | –       | –       |
| Manipur                 | 2     | –         | –      | 2      | –       | –       | –       |
| Meghalaya               | 2     | –         | 2      | –      | –       | –       | –       |
| Mizoram                 | 1     | –         | –      | 1      | –       | –       | –       |
| Nagaland                | 1     | –         | –      | 1      | –       | –       | –       |
| Orissa                  | 21    | –         | 12     | 9      | –       | –       | –       |
| Punjab                  | 13    | 13        | –      | –      | –       | –       | –       |
| Rajasthan               | 25    | 15        | 10     | –      | –       | –       | –       |
| Sikkim                  | 1     | –         | 1      | –      | –       | –       | –       |
| Tamil Nadu              | 39    | 25        | 14     | –      | –       | –       | –       |
| Tripura                 | 2     | –         | –      | 2      | –       | –       | –       |
| Uttar Pradesh           | 85    | –         | 33     | 52     | –       | –       | –       |
| Westbengalen            | 42    | –         | 20     | 22     | –       | –       | –       |
| Andamanen und Nikobaren | 1     | 1         | –      | –      | –       | –       | –       |
| Chandigarh              | 1     | 1         | –      | –      | –       | –       | –       |
| Dadra und Nagar Haveli  | 1     | –         | 1      | –      | –       | –       | –       |
| Daman und Diu           | 1     | –         | 1      | –      | –       | –       | –       |
| Delhi                   | 7     | 7         | –      | –      | –       | –       | –       |
| Lakshadweep             | 1     | 1         | –      | –      | –       | –       | –       |
| Pondicherry             | 1     | 1         | –      | –      | –       | –       | –       |
| Gesamt                  | 543   | 150       | 204    | 183    | 2       | 2       | 2       |

## Ergebnisse

1. United Front
2. Andere

### Gesamtergebnis

Zusammensetzung der neu gewählten Lok Sabha (Farbgebung wie oben), Kleinparteien ohne Farbe sind von der Sitzordnung in der Mitte einsortiert, soweit sie nicht eindeutig den Linksparteien angehören. Zwei Abgeordnete werden durch den Staatspräsidenten ernannt.
1. United Front: 178
2. Andere: 365
3. Nominierte: 2

Hauptverlierer der Wahl war die Kongresspartei, die knapp 7,5 % an Stimmen und fast 40 % ihrer Parlamentsmandate verlor. Sie erhielt 28,8 % der Stimmen und war in der neuen Lok Sabha nur noch mit 140 Sitzen (25,8 %) vertreten. Dies war das mit Abstand schlechteste Ergebnis, dass sie jemals bei gesamtindischen Wahlen erzielt hatte. Die Hauptverluste des Kongresses lagen in Madhya Pradesh, Maharashtra und Karnataka. In den bevölkerungsstarken Staaten der Ganges-Ebene, Uttar Pradesh und Bihar spielte die Kongresspartei kaum eine Rolle mehr. In Tamil Nadu erreichte die Kongresspartei kein einziges Mandat. Die Stimmen, die ihr früher zugefallen waren, gingen jetzt an den Tamil Maanila Congress, der sich kurz vor der Wahl von der Kongresspartei abgespalten hatte. Hauptgewinner der Wahl war die BJP, die seit 1984 zum dritten Mal in Folge an Stimmen und Mandaten hinzugewinnen konnte. Sie erreichte mit 20,29 % zwar prozentual weniger Stimmen als die Kongresspartei, kam jedoch, begünstigt durch das Mehrheitswahlrecht auf 161 Sitze (29,7 %). Schwerpunkte der BJP waren vor allem Uttar Pradesh, Madhya Pradesh, Bihar, Rajasthan, die Staaten des „Hindi-Gürtels“. Die dritte große politische Kraft, die Janata Dal, verlor im Vergleich zur Wahl 1991 an Stimmen und Mandaten und kam auf 8,08 % der Stimmen und 8,5 % der Mandate. Die Schwerpunkte der Janata Dal lagen vor allem in zwei Bundesstaaten, Karnataka und Bihar, die beide auch von ihr regiert wurden.
Die kommunistisch-sozialistischen Parteien der Linksfront behaupteten im Wesentlichen ihren Stimmen und Mandatsanteil und ihre Bastion Westbengalen.
Die 1992 neu gegründete Samajwadi Party kam aus dem Stand auf 17 Wahlkreise in Uttar Pradesh, die Bahujan Samaj Party konnte ihren Mandatsanteil im Vergleich zur letzten Wahl von 2 auf 11 steigern
In Maharashtra war die nationalistische Shiv Sena relativ erfolgreich und gewann 15 Wahlkreise. In Tamil Nadu gewann die mit der Kongresspartei verbündete AIADMK keinen einzigen Wahlkreis, während die rivalisierende DMK in 17 Wahlkreisen erfolgreich war.
| Partei                                                 | Kürzel                                | Stimmen     | Stimmen | Stimmen | Sitze | Sitze | Sitze   |
| Partei                                                 | Kürzel                                | Zahl        | %       | +/−     | Zahl  | +/−   | %       |
| ------------------------------------------------------ | ------------------------------------- | ----------- | ------- | ------- | ----- | ----- | ------- |
| Indischer Nationalkongress                             | INC                                   | 96.455.493  | 28,80 % | ▼7,46 % | 140   | ▼92   | 25,8 %  |
| Bharatiya Janata Party                                 | BJP                                   | 67.950.851  | 20,29 % | ▲0,18 % | 161   | ▲41   | 29,7 %  |
| Janata Dal                                             | JD                                    | 27.070.340  | 8,08 %  | ▼3,76 % | 46    | ▼13   | 8,5 %   |
| Communist Party of India (Marxist)                     | CPM                                   | 20.496.810  | 6,12 %  | ▼0,04 % | 32    | ▼3    | 5,9 %   |
| Bahujan Samaj Party                                    | BSP                                   | 13.453.235  | 4,02 %  | ▲2,41 % | 11    | ▲9    | 2,0 %   |
| Samajwadi Party                                        | SP                                    | 10.989.241  | 3,28 %  | (neu)   | 17    | (neu) | 3,1 %   |
| Telugu Desam Party                                     | TDP                                   | 9.931.826   | 2,97 %  | ▼0,02 % | 16    | ▲3    | 2,9 %   |
| Tamil Maanila Congress                                 | TMC                                   | 7.339.982   | 2,19 %  | (neu)   | 20    | (neu) | 3,7 %   |
| Samata Party                                           | SAP                                   | 7.256.086   | 2,17 %  | (neu)   | 8     | (neu) | 1,5 %   |
| Dravida Munnetra Kazhagam                              | DMK                                   | 7.151.381   | 2,14 %  | ▼0,05 % | 17    | ▲17   | 3,1 %   |
| Communist Party of India                               | CPI                                   | 6.582.263   | 1,97 %  | ▼0,52 % | 12    | ▼2    | 2,2 %   |
| Shiv Sena                                              | SHS                                   | 4.989.994   | 1,49 %  | ▲0,69 % | 15    | ▲11   | 2,8 %   |
| All India Indira Congress (Tiwari)                     | AIIC(T)                               | 4.903.070   | 1,46 %  | (neu)   | 4     | (neu) | 0,7 %   |
| Asom Gana Parishad                                     | AGP                                   | 2.560.506   | 0,76 %  | ▲0,22 % | 5     | ▲4    | 0,9 %   |
| Shiromani Akali Dal                                    | SAD                                   | 2.534.979   | 0,76 %  | ▲0,01 % | 8     | ▲2    | 1,5 %   |
| All India Anna Dravida Munnetra Kazhagam               | AIADMK                                | 2.130.286   | 0,64 %  | ▼0,98 % | 0     | ▼11   | 0,0 %   |
| Revolutionary Socialist Party                          | RSP                                   | 2.105.469   | 0,63 %  | ▼0,01 % | 5     | ▲1    | 0,9 %   |
| Republican Party of India                              | RPI                                   | 1.454.363   | 0,43 %  | ▲0,42 % | 0     | ▬     | 0,0 %   |
| Jharkhand Mukti Morcha                                 | JMM                                   | 1.287.072   | 0,38 %  | ▲0,16 % | 1     | ▼5    | 0,2 %   |
| All India Forward Bloc                                 | AIFB                                  | 1.279.492   | 0,38 %  | ▼0,08 % | 3     | ▬     | 0,6 %   |
| Marumalarchi Dravida Munnetra Kazhagam                 | MDMK                                  | 1.235.812   | 0,37 %  | (neu)   | 0     | (neu) | 0,0 %   |
| Haryana Vikas Party                                    | HVP                                   | 1.156.322   | 0,35 %  | ▲0,23 % | 3     | ▲2    | 0,6 %   |
| Communist Party of India (Marxist-Leninist) Liberation | CPI(ML)L                              | 808.065     | 0,24 %  | ▲0,24 % | 0     | ▬     | 0,0 %   |
| Muslim League                                          | MUL                                   | 757.316     | 0,23 %  | ▼0,08 % | 2     | ▬     | 0,4 %   |
| Janata Party                                           | JNP                                   | 631.021     | 0,19 %  | ▼3,18 % | 0     | ▼5    | 0,0 %   |
| Karnataka Congress Party                               | KCP                                   | 581.868     | 0,17 %  | (neu)   | 1     | (neu) | 0,2 %   |
| Pattali Makkal Katchi                                  | PMK                                   | 571.910     | 0,17 %  | ▼0,30 % | 0     | ▬     | 0,0 %   |
| Kerala Congress (M)                                    | KEC(M)                                | 382.319     | 0,11 %  | ▼0,03 % | 1     | ▬     | 0,2 %   |
| All India Majlis-e-Ittehadul Muslimeen                 | AIMIM                                 | 340.070     | 0,10 %  | ▼0,07 % | 1     | ▬     | 0,2 %   |
| Madhya Pradesh Vikas Congress                          | MPVC                                  | 337.539     | 0,10 %  | (neu)   | 1     | (neu) | 0,2 %   |
| Autonomous State Demand Committee                      | ASDC                                  | 180.112     | 0,05 %  | ▬       | 1     | ▬     | 0,2 %   |
| Maharashtrawadi Gomantak Party                         | MGP                                   | 129.220     | 0,04 %  | ▲0,02 % | 1     | ▲1    | 0,2 %   |
| Sikkim Democratic Front                                | SDF                                   | 124.218     | 0,04 %  | (neu)   | 1     | (neu) | 0,2 %   |
| United Goans Democratic Party                          | UGDP                                  | 109.346     | 0,03 %  | ▲0,03 % | 1     | ▲1    | 0,2 %   |
| Alle anderen Parteien                                  |                                       | 8.563.852   | 2,56 %  | ▼0,68 % | 0     | ▼5    | 0,0 %   |
| Unabhängige                                            | Unabh.                                | 21.041.557  | 6,28 %  | ▲2,12 % | 9     | ▲8    | 1,7 %   |
| Gültige Stimmen                                        | Gültige Stimmen                       | 334.873.286 | 100,0 % | ▬       | 543   | ▲22   | 100,0 % |
| Registrierte Wähler / Wahlbeteiligung                  | Registrierte Wähler / Wahlbeteiligung | 592.572.288 | 57,94 % |         |       |       |         |
| Quelle: Election Commission of India                   |                                       |             |         |         |       |       |         |

1. 1 2  Bei den Sitz-Gewinnen und -Verlusten ist zu berücksichtigen, dass landesweit in allen 543 Wahlkreisen eine Wahl stattfand. Bei der letzten Wahl im Jahr 1991 wurde nur in 521 Wahlkreisen gewählt.
2. 1 2  Die Samajwadi Party (SP) wurde 1992 gegründet.
3. 1 2  Tamil Maanila Congress (TMC) wurde 1996 als Abspaltung von der Kongresspartei gegründet.
4. 1 2  Die Samata Party wurde 1994 als Abspaltung von der Janata Dal gegründet.
5. 1 2  All India Indira Congress (Tiwari) (AIIC(T)) wurde 1996 als Abspaltung von der Kongresspartei gegründet.
6. 1 2  Das Ergebnis von Shiromani Akali Dal (SAD) ist mit dem Ergebnis der Wahl 1989 verglichen. 1991 fand im Punjab keine Wahl statt.
7. 1 2  Marumalarchi Dravida Munnetra Kazhagam (MDMK) wurde 1994 in Tamil Nadu gegründet.
8. 1 2  Die Karnataka Congress Party wurde 1994 als Abspaltung der Kongresspartei gegründet.
9. 1 2  Madhya Pradesh Vikas Congress wurde 1996 gegründet.
10. 1 2  Sikkim Democratic Front (SDF) wurde 1993 gegründet.

### Ergebnis nach Bundesstaaten und Unionsterritorien
Die folgende Tabelle listet die gewonnenen Wahlkreise je nach Bundesstaat/Unionsterritorium auf.
| Bundesstaat/ Unionsterritorium | Sitze | BJP    | Kongress- partei | Janata Dal | Kommunist./ linkssoz. Parteien | Andere                               |
| ------------------------------ | ----- | ------ | ---------------- | ---------- | ------------------------------ | ------------------------------------ |
| Andamanen und Nikobaren        | 1     |        | INC 1            |            |                                |                                      |
| Andhra Pradesh                 | 42    |        | INC 22           |            | CPI 2 CPM 1                    | TDP 16 AIMIM 1                       |
| Arunachal Pradesh              | 2     |        |                  |            |                                | Unabh. 2                             |
| Assam                          | 14    | BJP 1  | INC 5            |            | CPM 1 ASDC 1                   | AGP 5 Unabh. 1                       |
| Bihar                          | 54    | BJP 18 | INC 2            | JD 22      | CPI 3                          | SAP 6 SAP 1 JMM 1 Unabh. 1           |
| Chandigarh                     | 1     | BJP 1  |                  |            |                                |                                      |
| Dadra und Nagar Haveli         | 1     |        | INC 1            |            |                                |                                      |
| Daman und Diu                  | 1     |        | INC 1            |            |                                |                                      |
| Delhi                          | 7     | BJP 5  | INC 2            |            |                                |                                      |
| Goa                            | 2     |        |                  |            |                                | UGDP 1 MGP 1                         |
| Gujarat                        | 26    | BJP 16 | INC 10           |            |                                |                                      |
| Haryana                        | 10    | BJP 4  | INC 2            |            |                                | HVP 3 Unabh. 1                       |
| Himachal Pradesh               | 4     |        | INC 4            |            |                                |                                      |
| Jammu und Kashmir              | 6     | BJP 1  | INC 4            | JD 1       |                                |                                      |
| Karnataka                      | 28    | BJP 6  | INC 5            | JD 16      |                                | KCP 1                                |
| Kerala                         | 20    |        | INC 7            | JD 1       | CPM 5 CPI 2 RSP 1              | MUL 2 KEC(M) 1 Unabh. 1              |
| Lakshadweep                    | 1     |        | INC 1            |            |                                |                                      |
| Madhya Pradesh                 | 40    | BJP 27 | INC 8            |            |                                | BSP 2 MPVC 1 AIIC(T) 1 Unabh. 1      |
| Maharashtra                    | 48    | BJP 18 | INC 15           |            |                                | SHS 15                               |
| Manipur                        | 2     |        | INC 2            |            |                                |                                      |
| Meghalaya                      | 2     |        | INC 1            |            |                                | Unabh. 1                             |
| Mizoram                        | 1     |        | INC 1            |            |                                |                                      |
| Nagaland                       | 1     |        | INC 1            |            |                                |                                      |
| Orissa                         | 21    |        | INC 16           | JD 4       |                                | SAP 1                                |
| Punjab                         | 13    | BJP 3  | INC 2            |            |                                | SAD 8                                |
| Pondicherry                    | 1     |        | INC 1            |            |                                |                                      |
| Rajasthan                      | 25    | BJP 12 | INC 12           |            |                                | AIIC(T) 1                            |
| Sikkim                         | 1     |        |                  |            |                                | SDF 1                                |
| Tamil Nadu                     | 39    |        |                  |            | CPI 2                          | TMC 20 DMK 17                        |
| Tripura                        | 2     |        |                  |            | CPM 2                          |                                      |
| Uttar Pradesh                  | 85    | BJP 52 | INC 5            | JD 2       |                                | SP 16 BSP 6 AIIC(T) 2 SAP 1 Unabh. 1 |
| Westbengalen                   | 42    |        | INC 9            |            | CPM 23 RSP 4 AIFB 3 CPI 3      |                                      |

## Nach der Wahl
Alle Parteien und Parteienkoalitionen hatten die absolute Mehrheit der Sitze in der Lok Sabha weit verfehlt. Daher beauftragte Präsident Shankar Dayal Sharma zunächst den Führer der BJP als der größten Partei mit der Regierungsbildung. Am 15. Mai 1996 wurde Atal Bihari Vajpayee als Premierminister vereidigt und erhielt zwei Wochen Zeit, um eine Regierungsmehrheit hinter sich zu versammeln. Für den 31. Mai 1996 wurde eine Vertrauensabstimmung angesetzt. Es gelang Vajpayee jedoch nicht, die notwendige Mehrheit zusammenzubringen, so dass er nach einer intensiven Debatte in der Lok Sabha, die erstmals live im ganzen Land ausgestrahlt wurde, nach nur 13 Tagen Amtszeit am 28. Mai 1996 wieder zurücktrat.
Nachdem dem Präsidenten Sharma zugesichert worden war, dass die Kongresspartei eine Regierung der Janata Dal unter bestimmten Umständen tolerieren würde, ernannte er Deve Gowda (Janata Dal) am 1. Juni zum Premierminister. Gowda gelang es, ein aus 10 Parteien bestehendes Bündnis, die United Front, zusammenzubringen, das die folgenden Parteien umfasste: Janata Dal (vorwiegend in Bihar und Karnataka), Telugu Desam Party (in Andhra Pradesh), DMK (in Tamil Nadu), Maharashtrawadi Gomantak Party (in Goa), Madhya Pradesh Vikas Congress (in Madhya Pradesh), Asom Gana Parishad (in Assam), AIIC(T), Tamil Maanila Congress (in Tamil Nadu), Samajwadi Party (in Uttar Pradesh), Communist Party of India und sich auf die teilweise Unterstützung der Kongresspartei der anderen drei Parteien der Linksfront (CPM, RSP, AIFB) stützen konnte. Die erstgenannten 10 Parteien verfügten zusammen über 171, d. h. knapp ein Drittel der Sitze im Parlament. Später schloss sich noch die Jammu & Kashmir National Conference, die allerdings nur über Sitze in der Rajya Sabha verfügte, der United Front an.